# Salawati
Salawati é uma ilha da Indonésia, na província de Papua Ocidental, situada a norte da Península da Cabeça de Pássaro, na Nova Guiné. É uma das quatro maiores ilhas das Ilhas Raja Ampat.
Tem 1623 km² de área. 